# Вайвілл (Вісконсин)
Вайвілл (англ. Wyeville) — селище (англ. village) в США, в окрузі Монро штату Вісконсин. Населення — 121 особа (2020).

## Географія
Вайвілл розташований за координатами 44°1′41″ пн. ш. 90°23′10″ зх. д. / 44.02806° пн. ш. 90.38611° зх. д. (44.028120, -90.386231).  За даними Бюро перепису населення США в 2010 році селище мало площу 1,52 км², уся площа — суходіл.

## Демографія
Згідно з переписом 2010 року, у селищі мешкало 147 осіб у 62 домогосподарствах у складі 38 родин. Густота населення становила 97 осіб/км².  Було 70 помешкань (46/км²).
Расовий склад населення:
| - 95,9 % — білих - 1,4 % — корінних американців |

До двох чи більше рас належало 2,0 %. Частка іспаномовних становила 1,4 % від усіх жителів.
За віковим діапазоном населення розподілялося таким чином: 21,1 % — особи молодші 18 років, 62,6 % — особи у віці 18—64 років, 16,3 % — особи у віці 65 років та старші. Медіана віку мешканця становила 43,5 року. На 100 осіб жіночої статі у селищі припадало 116,2 чоловіків;  на 100 жінок у віці від 18 років та старших — 107,1 чоловіків також старших 18 років.
Середній дохід на одне домашнє господарство  становив 44 253 долари США (медіана — 44 107), а середній дохід на одну сім'ю — 47 362 долари (медіана — 50 625). Медіана доходів становила 36 250 доларів для чоловіків та 25 938 доларів для жінок. За межею бідності перебувало 22,4 % осіб, у тому числі 48,3 % дітей у віці до 18 років та 0,0 % осіб у віці 65 років та старших.
Цивільне працевлаштоване населення становило 62 особи. Основні галузі зайнятості: мистецтво, розваги та відпочинок — 19,4 %, роздрібна торгівля — 16,1 %, освіта, охорона здоров'я та соціальна допомога — 14,5 %, транспорт — 12,9 %.